# Cymothoe theocranta
Cymothoe theocranta är en fjärilsart som beskrevs av Karsch 1894. Cymothoe theocranta ingår i släktet Cymothoe och familjen praktfjärilar. Inga underarter finns listade i Catalogue of Life.